# Серпіївка (Брянська область)
Сергіївка (рос. Серпеевка) — присілок в Дубровському районі Брянської області Російської Федерації.
Населення становить 24 особи. Входить до складу муніципального утворення Рябчинське сільське поселення.

## Історія
Від 2005 року входить до складу муніципального утворення Рябчинське сільське поселення.

## Населення
| 2010 | 2013 |
| ---- | ---- |
| 27   | ↘24  |